# Basket Case
„Basket Case” (ang. wyrażenie idiomatyczne, odpowiadające polskiemu „kłębek nerwów”) – piosenka i klip z płyty „Dookie” punk rockowej grupy Green Day wydany w 1994.
Akcja teledysku rozgrywa się w szpitalu psychiatrycznym. Tekst traktuje o niepewności losu podmiotu, który rozważa, czy owo poczucie wynika z paranoi czy wpływu narkotyków.